# A Kid Hereafter
A Kid Hereafter er et dansk pop punk-band, stiftet af forsanger Frederik Thaae, hvis navn bandnavnet er et anagram af. Bandet udgav deres debutalbum Rich Freedom Flavour i januar 2007, som blev rost for den kaotiske blanding af elementer fra mange forskellige musikgenrer, deriblandt country, reggae, hardcore punk og rock.
Flere af bandets medlemmer optrådte i forskellige inkarnationer tre gange på Roskilde Festival 2008: Først som A Kid Hereafter, senere med grindcore-sideprojektet A Kid Hereafter in the Grinding Light, og til sidst med symfoniske udgaver af A Kid Hereafter-sange under navnet "A Kid Hereafter and Slaves to the Truth" (opkaldt efter en sang fra A Kid Hereafter in the Grinding Lights debutalbum af samme navn).
A Kid Hereafters andet album, Yo!, blev udgivet 6. oktober 2008

## Medlemmer
- A Kid Hereafter (Frederik Thaae) – vokal, guitar
- Kid Universe (Hans Find Møller) – bas, vokal
- The Shadow (Anders Bo Rasmussen) – guitar, vokal
- Kid Handsome (Jakob Bjørn Hansen) – trommer, vokal
- Tore Nissen – keyboard

## Diskografi

### Studiealbum
- 2007: Rich Freedom Flavour
- 2008: Yo!